# هنر جنبشی
هنر جنبشی یا هنر کینتیک (به انگلیسی: Kinetic Art)  مکتبی است که در دهۀ ۱۹۶۰ میلادی در اروپا به وجود آمد و در آثار هنری از مسئله حرکت به عنوان بعد چهارم استفاده کرد. در فرانسه به آن هنر سینتیک (به فرانسوی: Art Cinétique) می‌گویند.
در آفرینش طرح‌های گرافیکی به دلایلی چند پیوندهای بسیار مستحکمی بین طراحی گرافیک متحرک و علم حرکت و جنبش وجود دارد. این پیوندها در عرصه‌های قابل ملاحظه‌ای از جداسازی دانسته‌های حسی مانند رنگ، خطوط، رنگمایه و حرکت، قابل توجه هستند. تطور عامل حرکت همان گونه که بر دانسته‌های حسی اثر می‌گذارد، بر نقاشی، مجسمه‌سازی و معماری نیز مانند طراحی گرافیک تأثیرگذار بوده‌است. در واقع در نتیجه این تطور، اصطلاح جدید هنری به نام جنبشی که نقش مهمی را در طول ۵۰ سال اخیر در هنرهای تجسمی ایفا کرده، به وجود آمده‌ است.

## نگارخانه

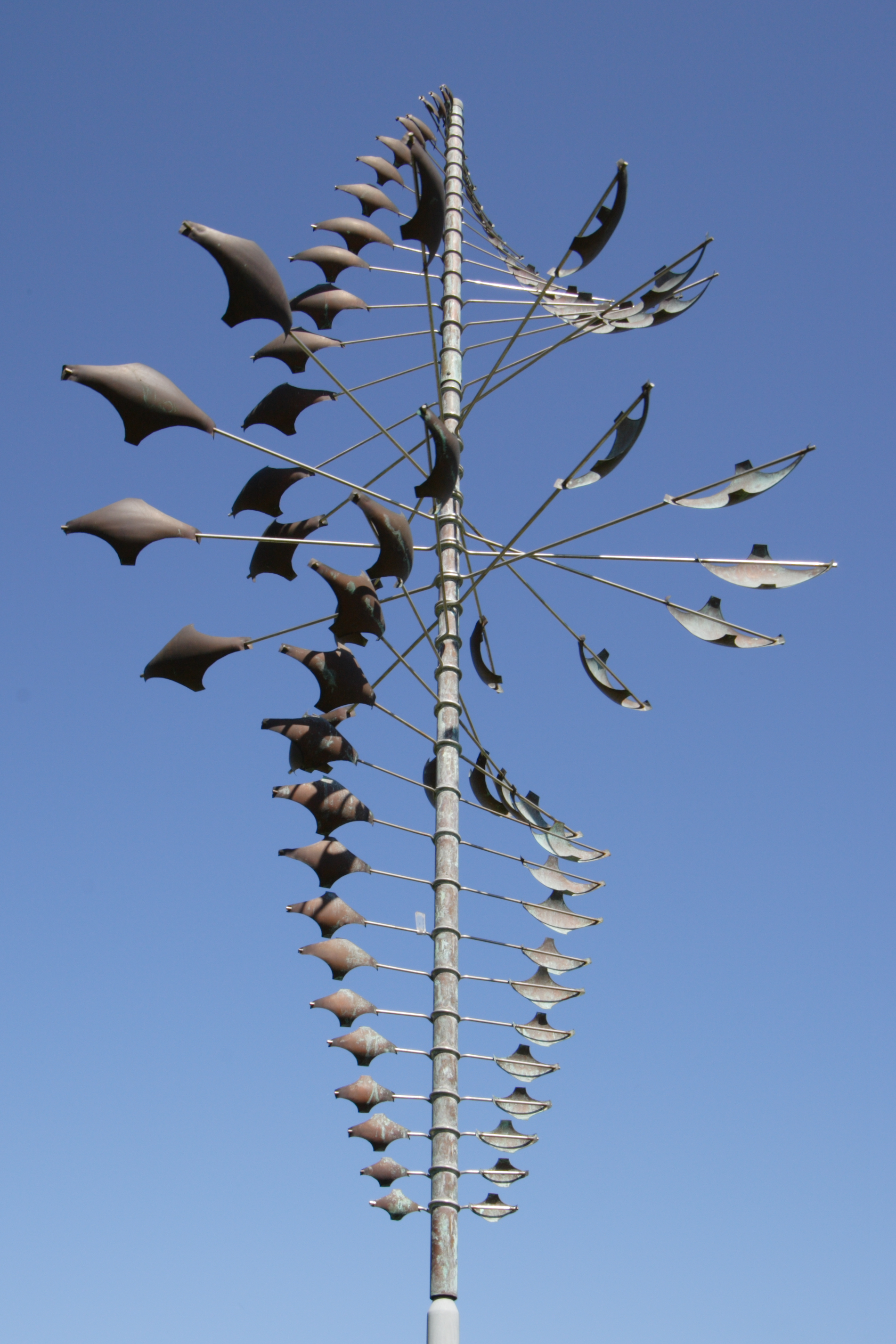
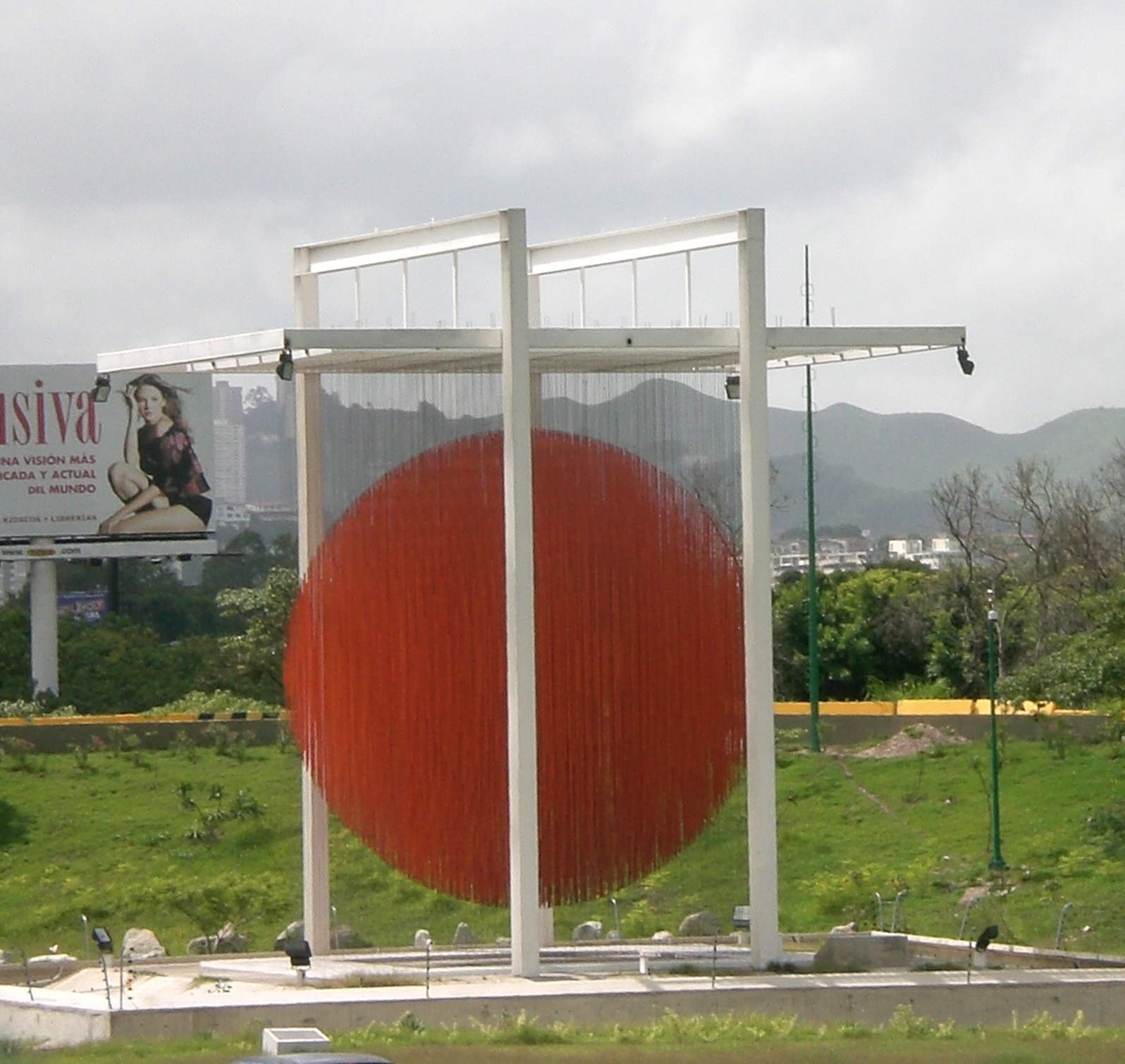
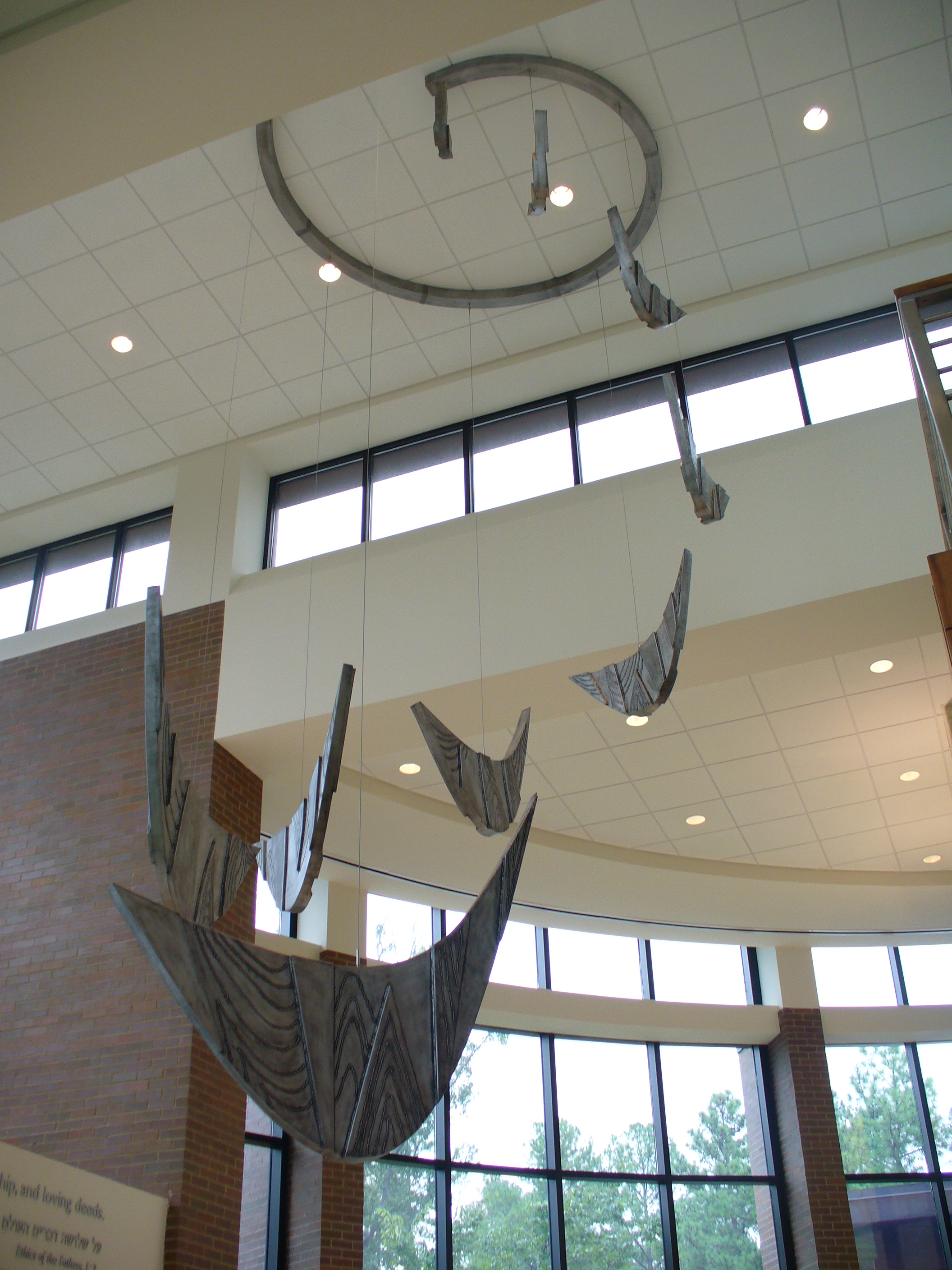
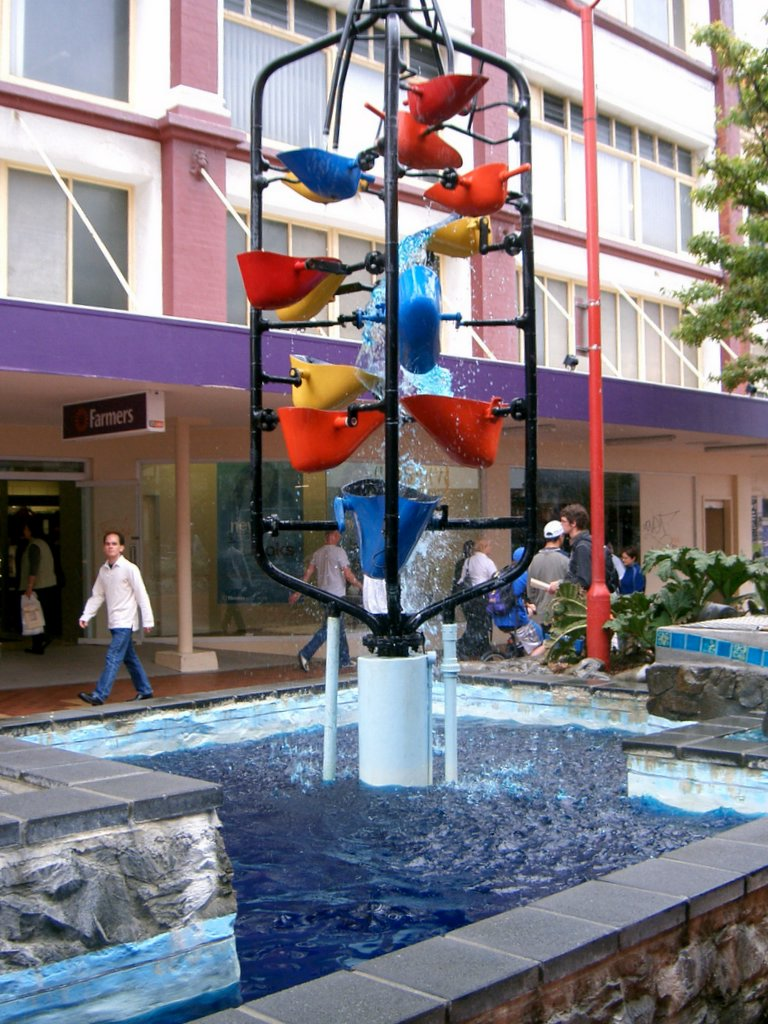
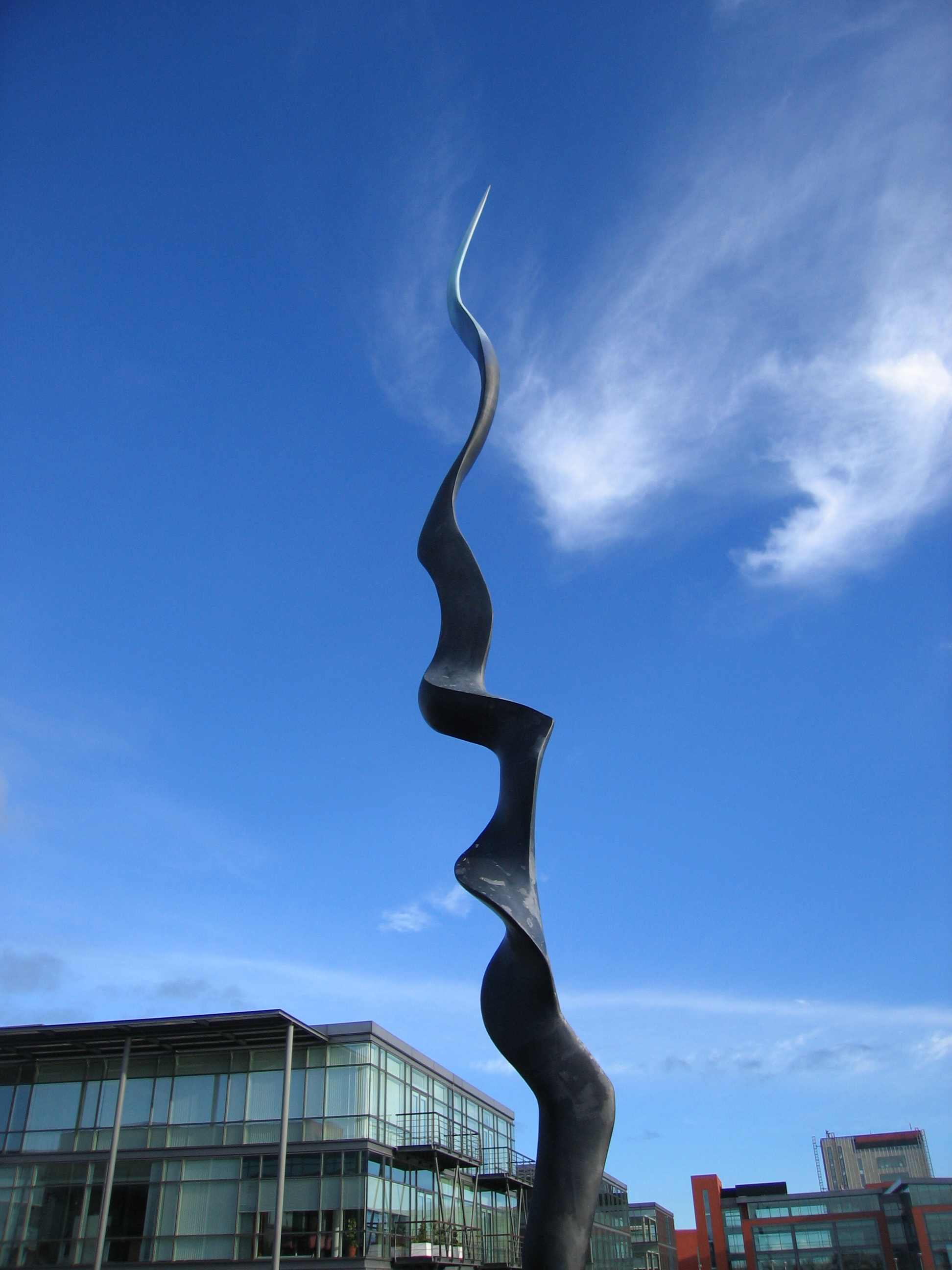
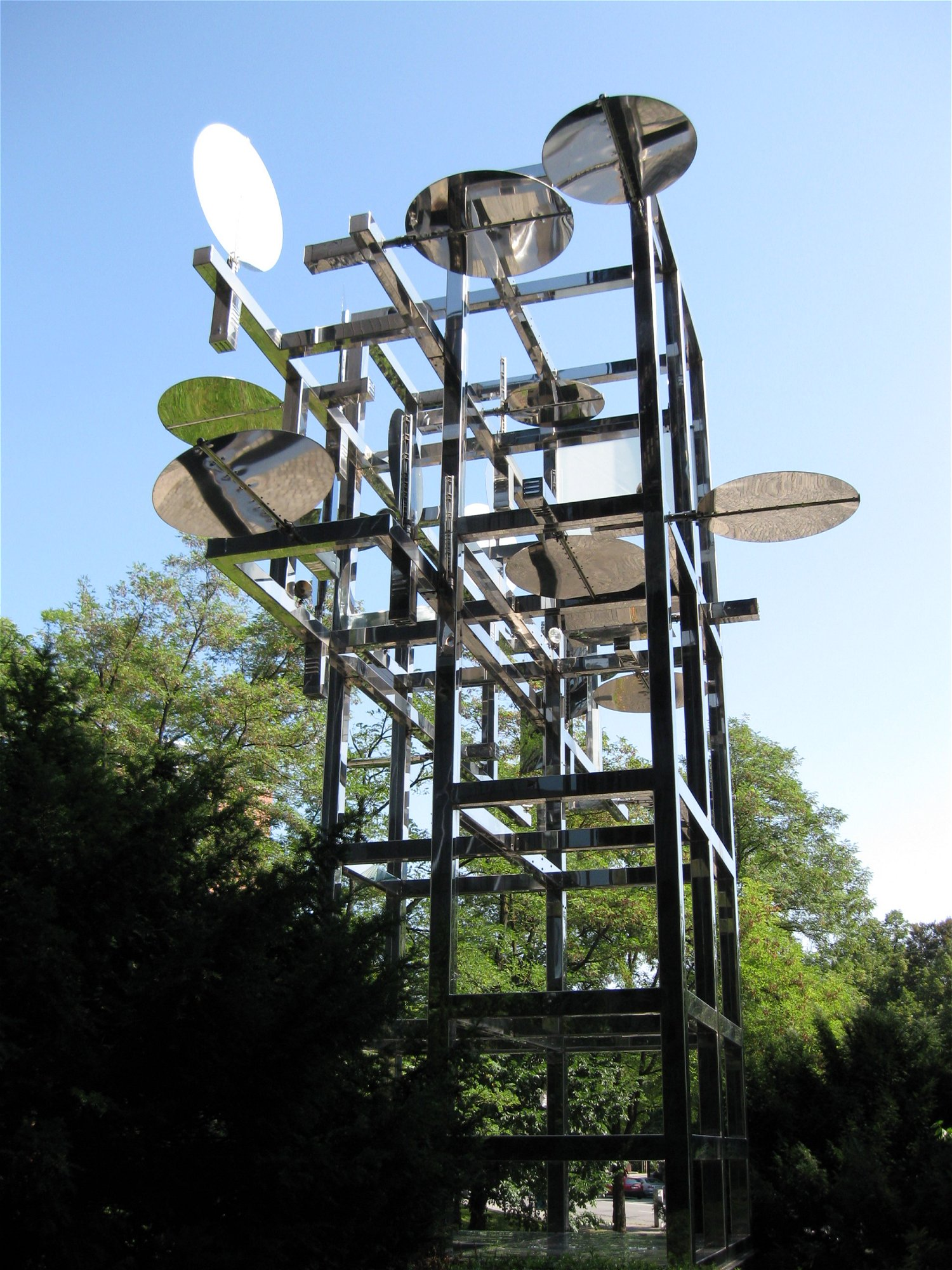
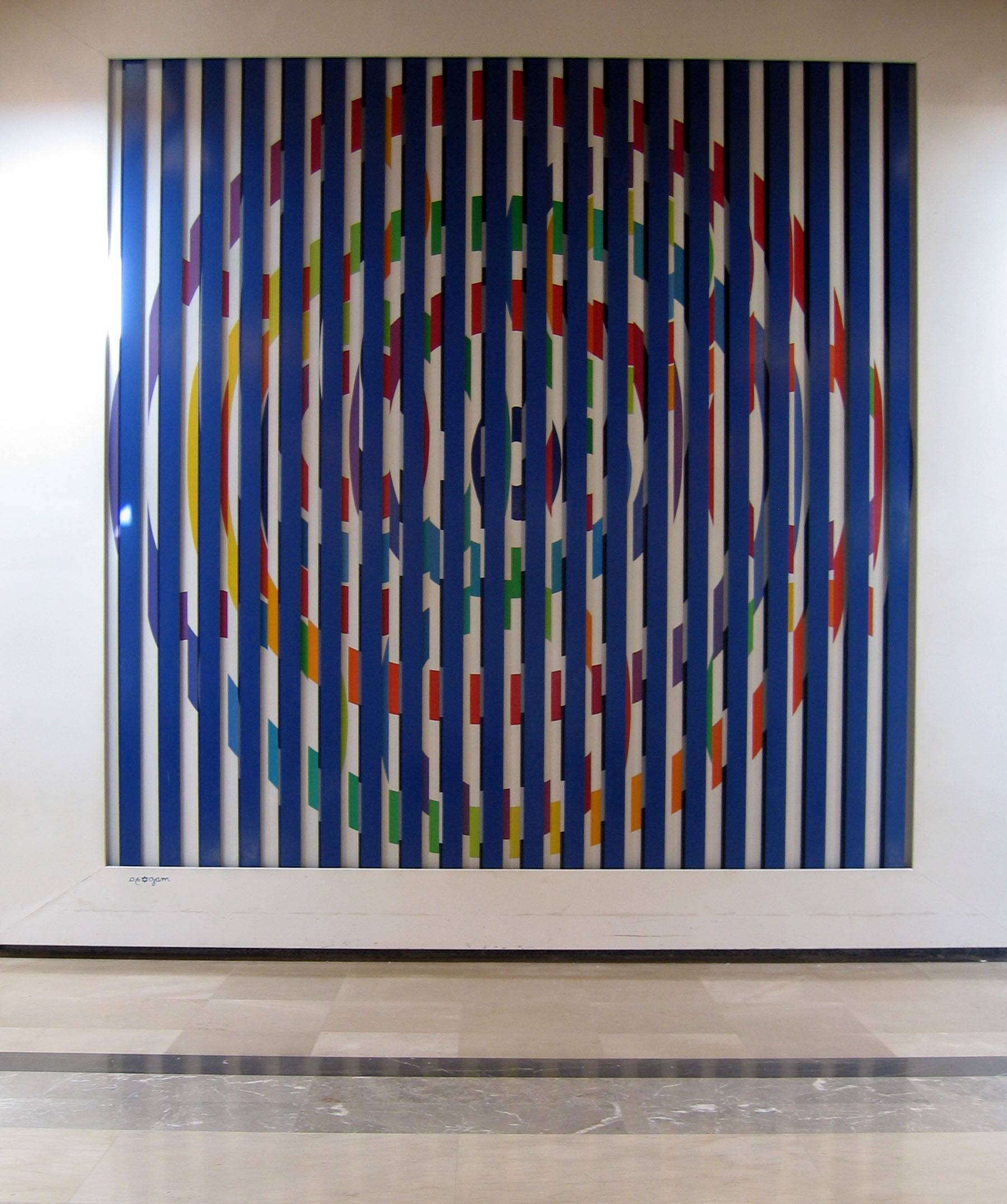
کارِ یاکو آگام، اسرائیل
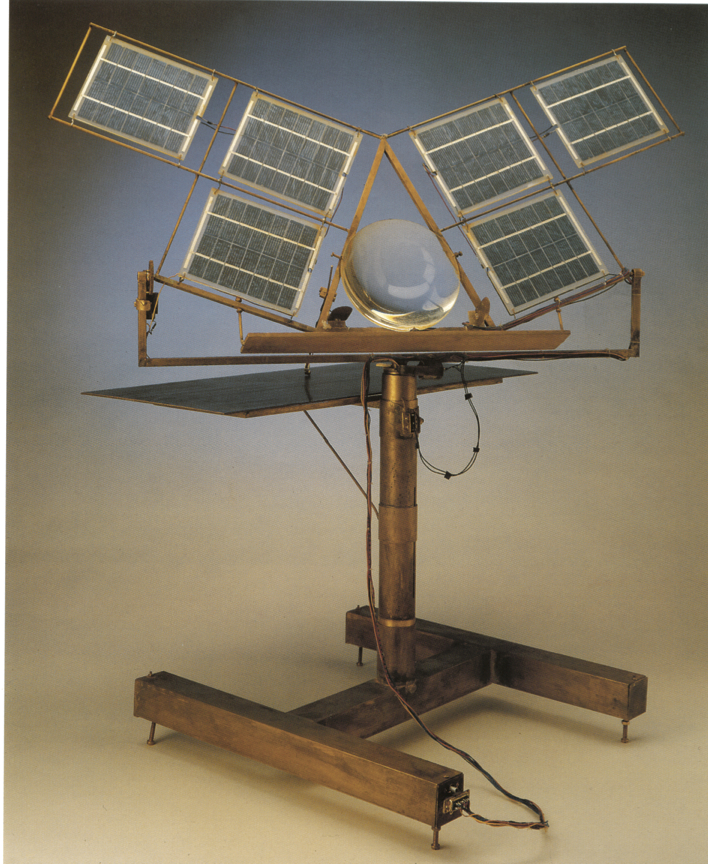